# Дикая (населённый пункт)
Дикая — населённый пункт (тип: станция) в Вологодском районе Вологодской области.
Входит, с точки зрения муниципального устройства, в состав Майского сельского поселения, с точки зрения административно-территориального деления — в Гончаровский сельсовет. По переписи 2002 года население — 274 человека (132 мужчины, 142 женщины). Преобладающая национальность — русские (96 %).

## География
Расстояние до районного центра Вологды по автодороге — 38 км, до центра муниципального образования Майского по прямой — 15 км.
Ближайшие населённые пункты — Спорышево, Поченга, Княжово.

## История
Посёлок при станции появился при строительстве железной дороги (1906 год). В селении жили семьи тех, кто обслуживал инфраструктуру железной дороги.
В 1918 году на станции Дикая решением полкового комитета, в который входили будущие видные советские военачальники Константин Рокоссовский и Иван Тюленев, был расформирован один из старейших полков русской армейской кавалерии — Каргопольский 5-й драгунский полк.
С 1 января 2006 года по 8 апреля 2009 года входила в Гончаровское сельское поселение.

## Население
| 2010 |
| ---- |
| 201  |

## Инфраструктура
Путевое хозяйство. Действует железнодорожная станция Дикая.

## Транспорт
Автомобильный и железнодорожный транспорт.